# Паракрама Пандья I
Паракрама Пандья I (д/н — бл.1170) — володар держави Пандья у 1161—1162 і 1169—1170 роках.

## Життєпис
Ймовірно син або небіж Маравармана Шрівалабхи, правителя Пандьї. Той як і його попередники з 920 року, був васалом держави Чола. Близько 1161 року Паракрама спадкував трон, втім був повалений братом або іншим родичем Куласекарою III.
Втік на острів Ланка, де отримав допомогу від Паракрамабаху I, правителя держави Полоннарува. Близько 1169 року повалив Куласекару III, але вже 1170 року зазнав поразки від чоланського володаря Раджадхіраджи Чола II.

## Наслідки
Проте син Паракрами Пандьї I — Віра Пандья III — 1171 року повалив Куласекару III, я кого стратив. Боровся з державою Чола до поразки у битві біля Неттури 1188 року. Ще до того 1175 трон Пандью розділили Джатаварман Шрівалабха і Вікрама Пандья.